# Rally van Japan 2006
De Rally van Japan 2006, formeel 3rd Rally Japan, was de 3e editie van de Rally van Japan en de elfde ronde van het wereldkampioenschap rally in 2006. Het was de 418e rally in het wereldkampioenschap rally die georganiseerd wordt door de Fédération Internationale de l'Automobile (FIA). De start en finish was in Obihiro.

## Programma
| Etappe | Datum                | Klassementsproeven | Competitieve afstand |
| ------ | -------------------- | ------------------ | -------------------- |
| 1      | Vrijdag 1 september  | 10                 | 123,80 kilometer     |
| 2      | Zaterdag 2 september | 11                 | 128,02 kilometer     |
| 3      | Zondag 3 september   | 6                  | 93,90 kilometer      |
|        |                      |                    |                      |
| Totaal | Totaal               | 27                 | 345,72 kilometer     |

## Resultaten
| Algemene top tien | Algemene top tien | Algemene top tien  | Algemene top tien         | Algemene top tien | Algemene top tien | Algemene top tien                   | Algemene top tien                   |
| Pos.              | #                 | Rijder             | Auto                      | Gr/kl             | Tijd              | Eerste                              | Punten                              |
| Pos.              | #                 | Navigator          | Inschrijving              | C                 | Straftijd         | Vorige                              | Punten                              |
| ----------------- | ----------------- | ------------------ | ------------------------- | ----------------- | ----------------- | ----------------------------------- | ----------------------------------- |
| 1.                | 1                 | Sébastien Loeb     | Citroën Xsara WRC         | A8                | 3:22:20,4         | 0:00                                | 10                                  |
| 1.                | 1                 | Daniel Elena       | Kronos Total Citroën WRT  | C                 |                   | =                                   | 10                                  |
| 2.                | 3                 | Marcus Grönholm    | Ford Focus RS WRC 06      | A8                | 3:22:26,0         | + 5,6                               | 8                                   |
| 2.                | 3                 | Timo Rautiainen    | BP Ford World Rally Team  | C                 |                   | + 1:22,1                            | 8                                   |
| 3.                | 4                 | Mikko Hirvonen     | Ford Focus RS WRC 06      | A8                | 3:25:06,9         | + 2:46,5                            | 6                                   |
| 3.                | 4                 | Jarmo Lehtinen     | BP Ford World Rally Team  | C                 |                   | + 2:40,9                            | 6                                   |
| 4.                | 6                 | Chris Atkinson     | Subaru Impreza S12 WRC 06 | A8                | 3:28:28,2         | + 6:07,8                            | 5                                   |
| 4.                | 6                 | Glenn MacNeall     | Subaru World Rally Team   | C                 | 0:50              | + 3:21,3                            | 5                                   |
| 5.                | 7                 | Manfred Stohl      | Peugeot 307 WRC           | A8                | 3:29:31,1         | + 7:10,7                            | 4                                   |
| 5.                | 7                 | Ilka Minor         | OMV Peugeot Norway        | C                 |                   | + 1:02,9                            | 4                                   |
| 6.                | 14                | Toshi Arai         | Subaru Impreza S12 WRC 06 | A8                | 3:31:25,5         | + 9:05,1                            | 3                                   |
| 6.                | 14                | Tony Sircombe      | Subaru World Rally Team   | A8                |                   | + 1:54,4                            | 3                                   |
| 7.                | 5                 | Petter Solberg     | Subaru Impreza S12 WRC 06 | A8                | 3:34:04,1         | + 11:43,7                           | 2                                   |
| 7.                | 5                 | Phil Mills         | Subaru World Rally Team   | C                 | 0:20              | + 2:38,6                            | 2                                   |
| 8.                | 33                | Fumio Nutahara     | Mitsubishi Lancer Evo IX  | N4                | 3:45:17,8         | + 22:57,4                           | 1                                   |
| 8.                | 33                | Daniel Barritt     | Advan-Piaa Rally Team     | N4                |                   | + 11:13,7                           | 1                                   |
| 9.                | 35                | Gabriel Pozzo      | Mitsubishi Lancer Evo IX  | N4                | 3:45:45,2         | + 23:24,8                           |                                     |
| 9.                | 35                | Daniel Stillo      | Gabriel Pozzo             | N4                |                   | + 27,4                              |                                     |
| 10.               | 32                | Marcos Ligato      | Mitsubishi Lancer Evo IX  | N4                | 3:46:19,0         | + 23:58,6                           |                                     |
| 10.               | 32                | Rubén García       | Marcos Ligato             | N4                |                   | + 33,8                              |                                     |
| DNF top tien      |                   |                    |                           |                   |                   |                                     |                                     |
| Pos.              | #                 | Rijder             | Auto                      | Gr/kl             | KP                | Reden                               | Reden                               |
| Pos.              | #                 | Navigator          | Inschrijving              | C                 | KP                | Reden                               | Reden                               |
| EX                | 2                 | Daniel Sordo       | Citroën Xsara WRC         | A8                | 27                | Uitgesloten - gordels niet gebruikt | Uitgesloten - gordels niet gebruikt |
| EX                | 2                 | Marc Martí         | Kronos Total Citroën WRT  | C                 | 27                | Uitgesloten - gordels niet gebruikt | Uitgesloten - gordels niet gebruikt |
| DNF               | 12                | Gareth MacHale     | Ford Focus RS WRC 04      | A8                | 27                | Mechanisch                          | Mechanisch                          |
| DNF               | 12                | Paul Nagle         | Gareth MacHale            | A8                | 27                | Mechanisch                          | Mechanisch                          |
| DNF               | 42                | Loris Baldacci     | Subaru Impreza WRX STi    | N4                | 11                | Ongeluk                             | Ongeluk                             |
| DNF               | 42                | Dario D'Esposito   | Loris Baldacci            | N4                | 11                | Ongeluk                             | Ongeluk                             |
| DNF               | 61                | Katsuhiko Taguchi  | Mitsubishi Lancer Evo IX  | N4                | 11                | Mechanisch                          | Mechanisch                          |
| DNF               | 61                | Mark Stacey        | Advan-Piaa Rally Team     | N4                | 11                | Mechanisch                          | Mechanisch                          |
| DNF               | 77                | Tetsuji Sakaue     | Mitsubishi Lancer Evo VII | N4                | 3                 | Mechanisch                          | Mechanisch                          |
| DNF               | 77                | Nobuyoshi Hara     | Tetsuji Sakaue            | N4                | 3                 | Mechanisch                          | Mechanisch                          |
| DNF               | 85                | Takashi Nishi      | Subaru Impreza WRX STi    | N4                | 10                | Mechanisch                          | Mechanisch                          |
| DNF               | 85                | Asuo Fukushiro     | Takashi Nishi             | N4                | 10                | Mechanisch                          | Mechanisch                          |
| DNF               | 99                | Eiichi Nakamura    | Mitsubishi Lancer Evo IX  | N4                | 27                | Ongeluk                             | Ongeluk                             |
| DNF               | 99                | Hiroaki Miyabe     | Eiichi Nakamura           | N4                | 27                | Ongeluk                             | Ongeluk                             |
| DNF               | 110               | Katsumasa Shimada  | Peugeot 206 RC            | A7                | 11                | Mechanisch                          | Mechanisch                          |
| DNF               | 110               | Toshiyuki Kayahara | Katsumasa Shimada         | A7                | 11                | Mechanisch                          | Mechanisch                          |
| DNF               | 125               | Kanji Ohkura       | Suzuki Ignis Sport        | N2                | 22                | Mechanisch                          | Mechanisch                          |
| DNF               | 125               | Yukari Otaki       | Kanji Ohkura              | N2                | 22                | Mechanisch                          | Mechanisch                          |

| PWRC top drie | PWRC top drie  | PWRC top drie |
| Pos.          | Rijder         | Pnt.          |
| ------------- | -------------- | ------------- |
| 1             | Fumio Nutahara | 10            |
| 2             | Gabriel Pozzo  | 8             |
| 3             | Marcos Ligato  | 6             |

## Statistieken

#### Klassementsproeven
| Etappe | Datum       | KP | Starttijd | Naam             | Lengte   | Snelste rijder  | Tijd    | Gem. snelheid | Rallyleider     |
| ------ | ----------- | -- | --------- | ---------------- | -------- | --------------- | ------- | ------------- | --------------- |
| 1      | 1 september | 1  | 8:03      | Pawse Kamuy 1    | 9,05 km  | Marcus Grönholm | 4:38,2  | 117,11 km/u   | Marcus Grönholm |
| 1      | 1 september | 2  | 8:51      | Rikubetsu 1      | 2,73 km  | Marcus Grönholm | 2:12,1  | 74,40 km/u    | Marcus Grönholm |
| 1      | 1 september | 3  | 9:27      | Kanna 1          | 13,86 km | Sébastien Loeb  | 8:06,3  | 102,60 km/u   | Marcus Grönholm |
| 1      | 1 september | 4  | 9:50      | Puray 1          | 34,96 km | Marcus Grönholm | 19:45,3 | 106,18 km/u   | Marcus Grönholm |
| 1      | 1 september | 5  | 14:23     | Pawse Kamuy 2    | 9,05 km  | Marcus Grönholm | 4:32,9  | 119,38 km/u   | Marcus Grönholm |
| 1      | 1 september | 6  | 15:11     | Rikubetsu 2      | 2,73 km  | Marcus Grönholm | 2:07,9  | 76,84 km/u    | Marcus Grönholm |
| 1      | 1 september | 7  | 15:47     | Kanna 2          | 13,86 km | Sébastien Loeb  | 7:52,2  | 105,67 km/u   | Marcus Grönholm |
| 1      | 1 september | 8  | 16:10     | Puray 2          | 34,96 km | Marcus Grönholm | 19:06,7 | 109,75 km/u   | Marcus Grönholm |
| 1      | 1 september | 9  | 18:45     | Obihiro 1        | 1,30 km  | Sébastien Loeb  | 1:14,2  | 63,07 km/u    | Marcus Grönholm |
| 1      | 1 september | 10 | 18:55     | Obihiro 2        | 1,30 km  | Sébastien Loeb  | 1:15,0  | 62,40 km/u    | Marcus Grönholm |
|        |             |    |           |                  |          |                 |         |               | Marcus Grönholm |
| 2      | 2 september | 11 | 7:26      | Emina            | 8,18 km  | Marcus Grönholm | 5:42,1  | 86,08 km/u    | Marcus Grönholm |
| 2      | 2 september | 12 | 8:28      | Rikubetsu 3      | 2,73 km  | Marcus Grönholm | 2:07,4  | 77,14 km/u    | Marcus Grönholm |
| 2      | 2 september | 13 | 8:53      | Niueo 1          | 20,75 km | Sébastien Loeb  | 12:10,6 | 102,24 km/u   | Marcus Grönholm |
| 2      | 2 september | 14 | 9:25      | Sipirkakim 1     | 22,43 km | Sébastien Loeb  | 12:17,0 | 109,56 km/u   | Sébastien Loeb  |
| 2      | 2 september | 15 | 10:35     | Menan            | 16,25 km | Sébastien Loeb  | 10:17,3 | 94,77 km/u    | Sébastien Loeb  |
| 2      | 2 september | 16 | 14:48     | Rikubetsu 4      | 2,73 km  | Marcus Grönholm | 2:04,2  | 79,13 km/u    | Sébastien Loeb  |
| 2      | 2 september | 17 | 15:13     | Niueo 2          | 20,75 km | Sébastien Loeb  | 11:35,9 | 107,34 km/u   | Sébastien Loeb  |
| 2      | 2 september | 18 | 15:45     | Sipirkakim 2     | 22,43 km | Marcus Grönholm | 12:09,0 | 110,77 km/u   | Sébastien Loeb  |
| 2      | 2 september | 19 | 16:55     | Menan Short      | 9,17 km  | Marcus Grönholm | 5:33,5  | 98,99 km/u    | Sébastien Loeb  |
| 2      | 2 september | 20 | 18:45     | Obihiro 3        | 1,30 km  | Sébastien Loeb  | 1:13,1  | 64,02 km/u    | Sébastien Loeb  |
| 2      | 2 september | 21 | 18:55     | Obihiro 4        | 1,30 km  | Sébastien Loeb  | 1:12,6  | 64,46 km/u    | Sébastien Loeb  |
|        |             |    |           |                  |          |                 |         |               | Sébastien Loeb  |
| 3      | 3 september | 22 | 7:19      | Rera Kamuy       | 8,76 km  | Marcus Grönholm | 5:07,2  | 102,66 km/u   | Sébastien Loeb  |
| 3      | 3 september | 23 | 7:44      | Panke Nikorpet 1 | 17,04 km | Sébastien Loeb  | 9:36,8  | 106,35 km/u   | Sébastien Loeb  |
| 3      | 3 september | 24 | 8:20      | Penke 1          | 24,88 km | Marcus Grönholm | 14:44,3 | 101,29 km/u   | Sébastien Loeb  |
| 3      | 3 september | 25 | 11:43     | Panke Nikorpet 2 | 17,04 km | Marcus Grönholm | 9:13,4  | 110,85 km/u   | Sébastien Loeb  |
| 3      | 3 september | 26 | 12:19     | Penke 2          | 24,88 km | Marcus Grönholm | 14:21,5 | 103,97 km/u   | Sébastien Loeb  |
| 3      | 3 september | 27 | 14:09     | Obihiro 5        | 1,30 km  | Mikko Hirvonen  | 1:11,0  | 65,92 km/u    | Sébastien Loeb  |

| KP overwinningen | KP overwinningen |
| Rijder           | Aantal           |
| ---------------- | ---------------- |
| Marcus Grönholm  | 15               |
| Sébastien Loeb   | 11               |
| Mikko Hirvonen   | 1                |

## Kampioenschap standen

#### Rijders
|   | Pos. | Rijder          | Pnt. |
| - | ---- | --------------- | ---- |
| = | 1    | Sébastien Loeb  | 102  |
| = | 2    | Marcus Grönholm | 69   |
| = | 3    | Daniel Sordo    | 41   |
| = | 4    | Mikko Hirvonen  | 33   |
| = | 5    | Manfred Stohl   | 28   |

#### Constructeurs
|   | Pos. | Constructeur               | Pnt. |
| - | ---- | -------------------------- | ---- |
| = | 1    | Kronos Total Citroën WRT   | 132  |
| = | 2    | BP Ford World Rally Team   | 121  |
| = | 3    | Subaru World Rally Team    | 74   |
| = | 4    | OMV Peugeot Norway         | 50   |
| = | 5    | Stobart VK Ford Rally Team | 29   |

- Noot: Enkel de top 5-posities worden in beide standen weergegeven.